# Bahnhof Berlin-Lankwitz
Der Bahnhof Lankwitz ist ein S-Bahnhof im Berliner Ortsteil Lankwitz des Bezirks Steglitz-Zehlendorf an der Anhalter Vorortbahn in Hochlage. Die Abkürzung im Betriebsstellenverzeichnis der Deutschen Bahn lautet BLAK. Er wird von der S-Bahn mit den Linien S25 und S26 bedient.
Der primäre Zugang zum Bahnsteig erfolgt durch den nordöstlichen gelegenen Fußgängertunnel, der einerseits vom südlich gelegenen Hanna-Renate-Laurien-Platz vor dem Rathaus Lankwitz und andererseits von der nördlich gelegenen Kaulbachstraße zugänglich ist. Über einen südwestlichen Seitenausgang mit Rampe zur Brucknerstraße ist der barrierefreie Zugang zum Bahnsteig möglich.

## Geschichte
Die Strecke wurde 1841 ebenerdig und eingleisig gebaut. Schon 1849 war sie zweigleisig. Der erste Bahnhof in Lankwitz wurde am 1. Dezember 1895 durch das entschiedene Mitwirken von August Bruchwitz eröffnet, damals noch als Fernbahnhof Lankwitz-Viktoriastraße nördlich der heutigen Leonorenstraße (bis 1937 Viktoriastraße). Am 30. September 1899 wurde der Bahnhof in Lankwitz umbenannt. Kurz darauf wurde die Strecke in Hochlage verlegt und viergleisig ausgebaut, dabei wurde der Bahnhof in seiner heutigen Hochlage südlich der Leonorenstraße neu gebaut und 1901 eröffnet. In Lankwitz hielten seitdem nur noch die Vorortzüge. Die Vorortbahn wurde 1903 als erste Strecke in Berlin mit 550 Volt (Probebetrieb) elektrifiziert und 1929 auf 750 Volt Gleichstrom umgestellt, das bis heute noch verwendete System der Berliner S-Bahn.
In der Nacht vom 23. auf den 24. August 1943, die als Lankwitzer Bombennacht in die Geschichte eingegangen ist, wurde Lankwitz (irrtümlich) von der Royal Air Force bombardiert. Große Teile von Lankwitz wurden hierbei komplett zerstört, so auch das 1895 fertiggestellte Bahnhofsgebäude sowie das dicht am Bahnhof gelegene Realgymnasium (1906–1908 in der Kaulbachstraße errichtet). Auch das zum Bauensemble gehörende Rathaus sowie das „Käseglocke“ genannte Parkwohnhaus wurden schwer beschädigt.
Die im Zweiten Weltkrieg zerstörte Brücke über den Teltowkanal wurde nur eingleisig wieder aufgebaut. Dadurch entstand am 17. August 1945 ein eingleisiges Stück zwischen den Bahnhöfen Lankwitz und Südende. Nach der Übernahme der S-Bahn durch die BVG am 9. Januar 1984 wurde die Strecke Priesterweg – Lichterfelde Süd mit dem Bahnhof Lankwitz stillgelegt. Eine Wiederinbetriebnahme war nicht vorgesehen. Die Brücke über die Leonorenstraße wurde abgerissen.
Nach dem Fall der Berliner Mauer wuchs die Bedeutung der Strecke. Sie wurde nach Umbauarbeiten am 28. Mai 1995 wiedereröffnet. Das eingleisige Stück über den Teltowkanal wurde dabei Richtung Süden verlängert, sodass auch der Bahnhof Lankwitz seitdem eingleisig ist. Von dem früheren Mittelbahnsteig wird nur die östliche Bahnsteigkante genutzt, allerdings in beiden Richtungen. Damit ist er heute der einzige eingleisige S-Bahnhof in Berlin, an dem die S-Bahn im 10-Minuten-Takt fährt. Bis zur Einführung der Zugfahrerselbstabfertigung (ZAT) wurde der S-Bahnhof vom Personal des Bahnhofs Südende fernabgefertigt.
Im Zuge der Verlängerung der S-Bahnstrecke vom Bahnhof Teltow Stadt bis zum geplanten Bahnhof Stahnsdorf Sputendorfer Straße (als Teil von i2030), soll der Bahnhof Lankwitz vollständig grundsaniert und modernisiert sowie die Zweigleisigkeit wiederhergestellt werden. Mit einer Fertigstellung, einschließlich der Streckenverlängerung bis Stahnsdorf, wird im Jahr  2032 gerechnet.
Der Bahnhof Lankwitz ist als geplanter Umsteigebahnhof zwischen der S-Bahn und der möglicherweise zu verlängernden U-Bahn-Linie U9 vorgesehen. Aufgrund der Finanzlage der Stadt ist allerdings längerfristig keine Realisierung zu erwarten.

## Verkehr

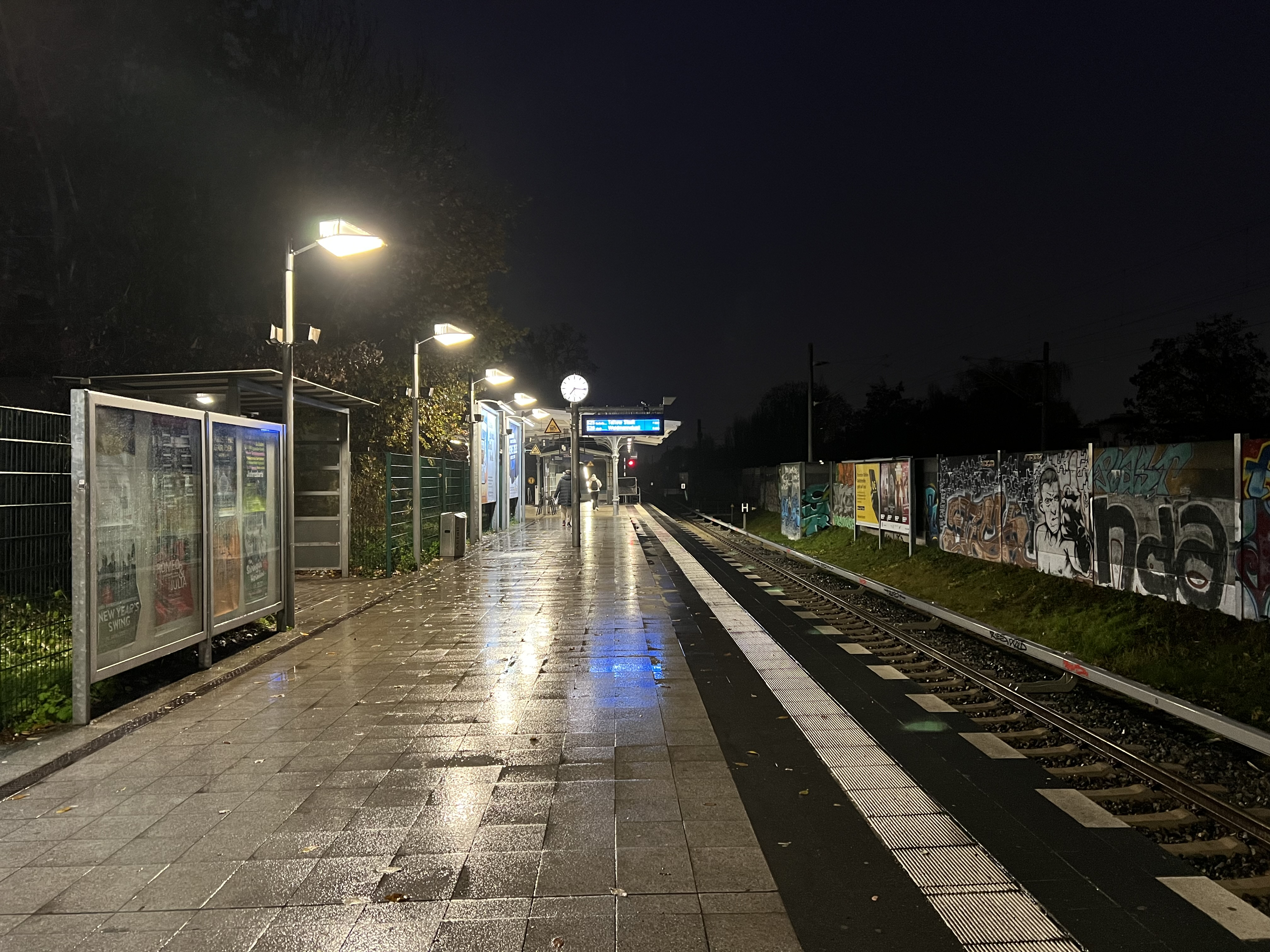
Bahnsteig bei Nacht

Der S-Bahnhof wird durch die Linien S25 und S26 der Berliner S-Bahn bedient. Es bestehen Umsteigemöglichkeiten zu den Omnibuslinien X83, M82, 181, 187, 283, 284 und N81 der BVG.
| Linie | Verlauf |
| ----- | --- |
|       | Hennigsdorf – Heiligensee – Schulzendorf – Tegel – Eichborndamm – Karl-Bonhoeffer-Nervenklinik – Alt-Reinickendorf – Schönholz – Wollankstraße – Bornholmer Straße – Gesundbrunnen – Humboldthain – Nordbahnhof – Oranienburger Straße – Friedrichstraße – Brandenburger Tor – Potsdamer Platz – Anhalter Bahnhof – Yorckstraße – Südkreuz – Priesterweg – Südende – Lankwitz – Lichterfelde Ost – Osdorfer Straße – Lichterfelde Süd – Teltow Stadt |
|       | Blankenburg – Pankow-Heinersdorf – Pankow – Bornholmer Straße – Gesundbrunnen – Humboldthain – Nordbahnhof – Oranienburger Straße – Friedrichstraße – Brandenburger Tor – Potsdamer Platz – Anhalter Bahnhof – Yorckstraße – Südkreuz – Priesterweg – Südende – Lankwitz – Lichterfelde Ost – Osdorfer Straße – Lichterfelde Süd – Teltow Stadt |